# 普鲁士一般邦法
普鲁士一般邦法（德語：Allgemeines Landrecht für die Preußischen Staaten）是普鲁士国王腓特烈二世下令，1792年颁布，1794年腓特烈·威廉二世时期实行的法典，该法典包含17000个法条，涉及民法、刑法、家庭法、公法和行政法。除莱茵河左岸地区外，该法典在普鲁士大部分地区取代了此前使用数百年的《萨克森之鉴》，并生效至1851年。在刑法方面，相关部分于1872年由德国刑法替代，民法部分于1900年由德国民法典替代。在世界现代史上，编写普鲁士一般邦法是把全部法律编于一部法典之内的唯一一次尝试。